# Iglesia de San Pedro Apóstol (Metapán)
La Iglesia de San Pedro Apóstol es una iglesia parroquial de culto católico situada en el centro histórico de la ciudad de Metapán, departamento de Santa Ana, El Salvador y dentro de la diócesis de Santa Ana. Dedicada al santo patrón de la ciudad, Pedro Apóstol, data al siglo XVIII durante la época colonial y representa un estilo barroco. Es clasificada monumento nacional de la República de El Salvador y es conocida como una de las mejores iglesias coloniales del país.

## Historia
La construcción de la iglesia inició en el año 1736 y concluyó en 1743, coincidiendo su inauguración con la fundación de la municipalidad del pueblo de Metapán. El templo fue levantado gracias en parte a la unión de los pueblos gemelos de Santiago Metapán y San Pedro Metapán. Debido a su estilo, la edificación se le ha atribuido al alarife Felipe de Porrez y bajo los auspicios del cura Francisco Javier Estrada.
Según un informe del gobernador Teodoro Moreno hecho en el 15 de enero de 1862, se habían hecho reparos a la iglesia en esta época.
En 1953, la municipalidad de Metapán se dirigió a la Asamblea Legislativa solicitando que la iglesia parroquial de la ciudad sea declarada Monumento Nacional debido a que, "por la naturaleza de su construcción, su imponente y raro estilo, la riqueza de sus decorados y su antigüedad, constituyen una valiosa riqueza histórica por cuya conservación y mantenimiento está obligado a velar el Estado." La Asamblea tomó en consideración esta solicitud y la Comisión de Cultura y Asistencia Social de la Asamblea dictaminó en favor de ella; por tanto, la Iglesia de San Pedro Apóstol fue declarada Monumento Nacional por decreto legislativo número 1053 emitido el 5 de junio de 1953, el decreto fue ratificado por el presidente Oscar Osorio en el 11 de junio.
En la tarde del 29 de julio de 2019, la imagen de San Antonio fue robada del interior de la iglesia. Tras ser encontrada y recuperada por autoridades policiales en Antigua Guatemala, es entregada a la embajada guatemalteca en San Salvador; de aquí la escultura fue entregada en el 14 de diciembre de 2021 siendo recibida por la viceministra de Relaciones Exteriores, Adriana Mira.

## Descripción
La fachada de la iglesia es de estilo barroco, midiendo 28 metros de altura con un retablo de tres cuerpos; los cuerpos inferiores están decorados con columnas del orden Jónico y hornacinas coronados con frontones triangulares. El cuerpo superior tiene forma barroca, conteniendo una especie de tabernáculo rematado con una popa final en forma de un cáliz.
Bajo el piso de la iglesia se encuentran cuatro catacumbas o bóvedas subterráneas, de las cuales para 2016 solo una está abierta al público; existen varias teorías sobre el uso de estas catacumbas, siendo la más popular que eran utilizadas como cámaras sepulcrales para particulares importantes o feligreces quienes contribuyeron significativamente a la parroquia. Además, al ser abiertas en el siglo pasado, se constató que a mediados del siglo XIX fueron utilizadas como fosas comunes.